# گذرگاه خاوک
گذرگاه خاوک (به لاتین: Khawak Pass) یک گردنه در افغانستان است که در ارتفاع ۳۸۴۸ متر (۱۲۶۲۵ فوت) در سراسر مسیر به سمت شمال غربی از نزدیک دره پنجشیر در سراسر رشته‌کوه هندوکش به سمت شمال افغانستان از طریق اندراب و بغلان قرار دارد.
این مسیری است که به طور سنتی تصور می‌شود که اسکندر مقدونی در بهار سال ۳۲۹ قبل از میلاد، زمانی که ارتش خود را از دره کابل از میان کوه‌ها به باختر (بعداً توخارستان در شمال) هدایت کرد، پیمود. وینسنت اسمیت بیان می‌کند که اسکندر نیروهای خود را از گذرگاه خاوک و کوشان عبور داد.
خاوک به احتمال زیاد گذرگاهی است که راهب زائر بودایی معروف چینی، شوان‌زانگ، در بازگشت از هند به چین در اوایل قرن هفتم از آن استفاده کرد. در سال ۱۳۳۳ ابن بطوطه در سفر خود به هند از گردنه عبور کرد. وقتی بیش از بیست سال بعد حساب خود را دیکته کرد، به یاد آورد که پارچه نمدی را جلوی شترهایش پهن کرد تا از فرو رفتن آنها در برف جلوگیری کند.
تیمور (تامرلان یا تیمور لنگ، ۱۳۳۶-۱۴۰۵) و کاپیتان جان وود در سفر بازگشت خود به سرچشمه‌های آمودریا در اواسط قرن ۱۹ از آن عبور کردند. شرقی‌ترین و محبوب‌ترین گذرگاه این منطقه بود که از دره کابل به شمال افغانستان منتهی می‌شد.
این گذرگاه که برای تاریخ اولیه افغانستان بسیار مهم است، اکنون اکثراً توسط جاده آسفالته‌ای که از طریق تونل سالنگ در زیر گذرگاه سالنگ می‌گذرد، دور زده شده است، که توسط شوروی در سال ۱۹۶۴ تکمیل شد که در ارتفاع حدود ۳۴۰۰ متر (۱۱۲۰۰ فوت). چاریکار و کابل را با کندز، خلم، مزار شریف و ترمذ وصل می‌کند.

## آب و هوا
گردنه خاوک یک گردنه کوهستانی مرتفع در ارتفاع ۳۸۴۸ متری (۱۲۶۲۵ فوت) از سطح دریا و آب و هوای بسیار خشن است.
بر اساس سامانه طبقه‌بندی اقلیمی کوپن، این گردنه دارای آب و هوای توندرا (ET) با آب و هوای سرد تا شدید سرد در تمام طول سال است.